# Aubigny-sur-Nère
Aubigny-sur-Nère é uma comuna francesa na região administrativa do Centro, no departamento Cher. Estende-se por uma área de 61,73 km². Em 2010 a comuna tinha 5 604 habitantes (densidade: 90,8 hab./km²).